# À Ghentar, la mort est facile
Pour plus de détails, voir Fiche technique et Distribution.
À Ghentar, la mort est facile (A Ghentar si muore facile) est un film d'aventure et d'action italo-espagnol sorti en 1967, réalisé par León Klimovsky.

## Synopsis
En vue de renverser le gouvernement d'un pays exotique, les rebelles emploient un expert de plongée sous-marine, Terry Grayson. Il doit récupérer au fond de la mer un trésor qui fournira un bon soutien financier à leurs projets.

## Fiche technique
- Titre français : À Ghentar, la mort est facile
- Titre original italien : A Ghentar si muore facile
- Genre : film d'aventure, film d'action
- Réalisation : León Klimovsky
- Assistant réalisateur : Renzo Girolami
- Scénario : Tito Carpi, Gino De Santis, Manuel Martínez Remís, Roberto Natale
- Musique : Carlo Savina
- Production : Marino Girolami, Rafael Marina producteurs[1], Ennio Girolami producteur adjoint, pour Marco Film, R.M. Films
- Photographie : Mario Fioretti (it)
- Montage : Antonietta Zita
- Durée : 117 min
- Effets spéciaux : Manuel Vaquero
- Décors : Saverio D'Eugenio
- Costumes : Giorgio Desideri, Peris Hermanos
- Maquillage : Carlos Vásquez
- Pays de production : Italie, Espagne
- Année de sortie : 1967
- Langue originale : italien, espagnol
- Date de sortie en salle en France : 9 juillet 1969[1]

## Distribution
- George Hilton : Terry Grayson
- Enio Girolami (sous le pseudo de Thomas Moore) : Kim / Gothar
- Marta Padovan : Mary
- Venancio Muro : Botul
- Alfonso Rojas : général Lorme
- Luis Marín : Sirdar
- Attilio Severini : colonel